# IC 4706
IC 4706 — галактика типу EN (емісійна туманність) у сузір'ї Стрілець.
Цей об'єкт міститься в оригінальній редакції індексного каталогу.